# طعميم
طعميم (عبر. טַֽעֲמִים \ טְעָמֵי מִקְרָא؛ يد. טראָפ) التوراة هو طقس يهودي في التغني بالقراءة في  بِيَعٌ.

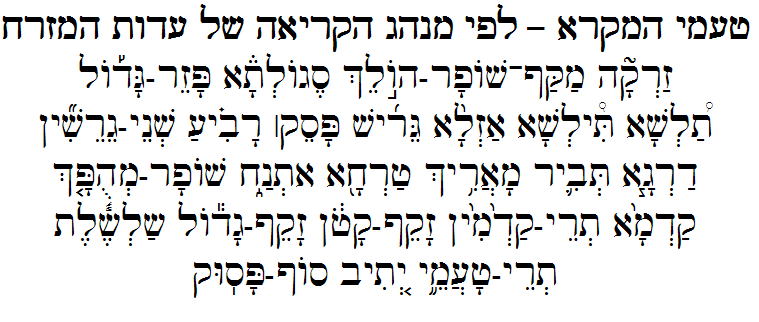

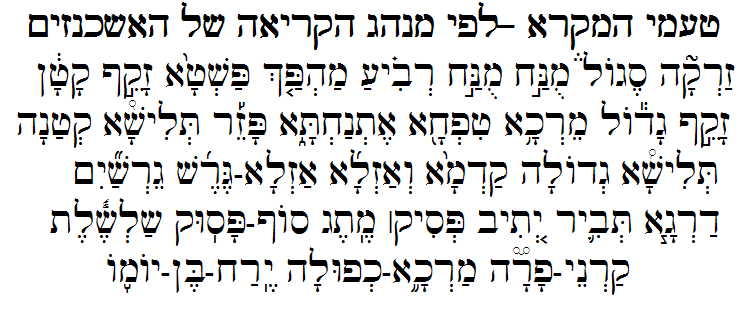